# Pibrac
Pibrac es una comuna (municipio) de Francia, en la región de Mediodía-Pirineos, departamento de Alto Garona, en el distrito de Toulouse y cantón de Léguevin.
Su población en el censo de 1999 era de 7.440 habitantes. Es la segunda mayor población del cantón, por detrás de Plaisance-du-Touch. Forma parte de la aglomeración urbana (agglomération urbaine) de Toulouse.
Está integrada en la Communauté d'agglomération du Grand Toulouse.

## Demografía
| 1036 | 1518 | 2291 | 4245 | 5879 | 7440 |
| Para los censos de 1962 a 1999 la población legal corresponde a la población sin duplicidades (Fuente: INSEE [Consultar]) |      |      |      |      |      |

## Monumentos

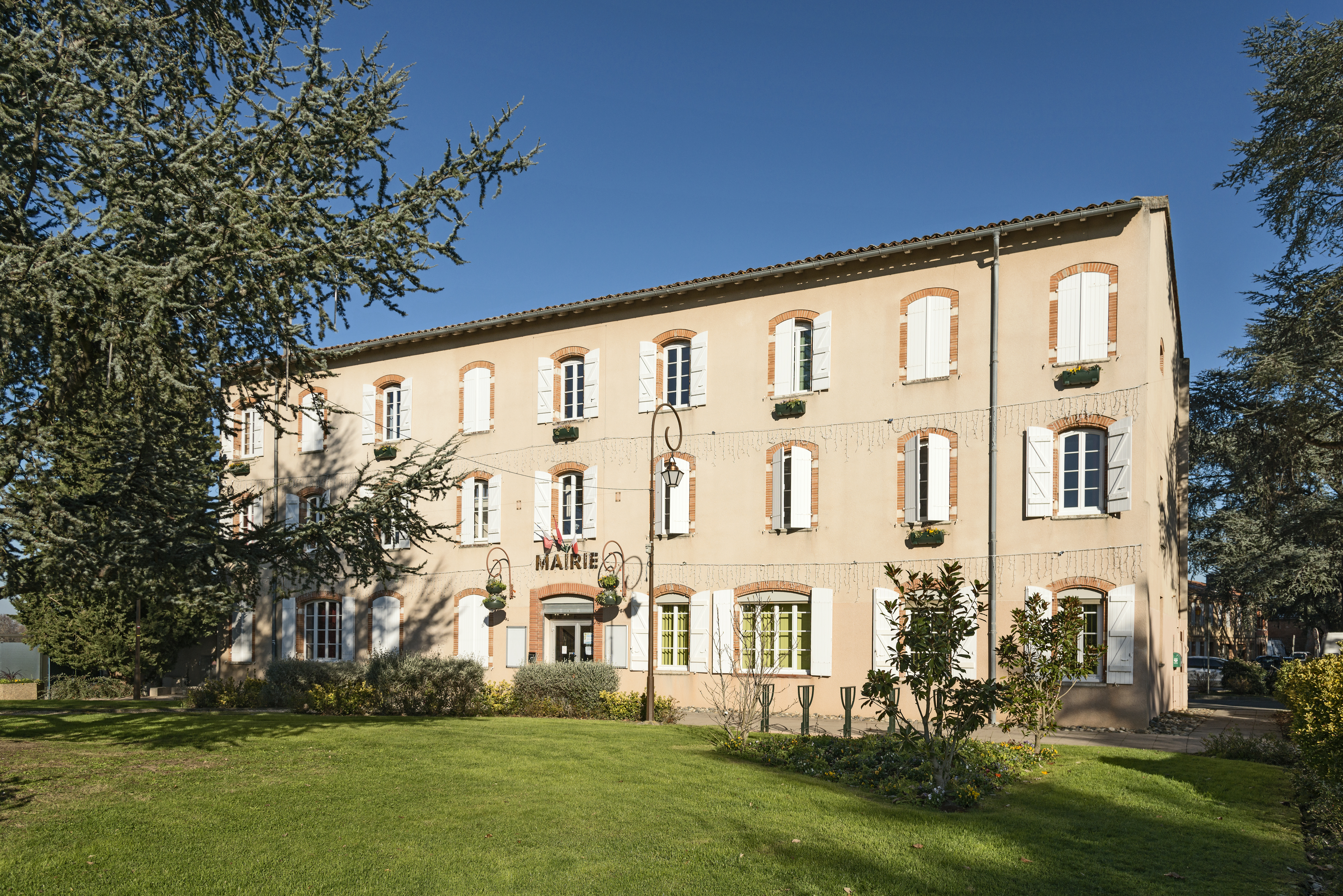
El ayuntamiento.
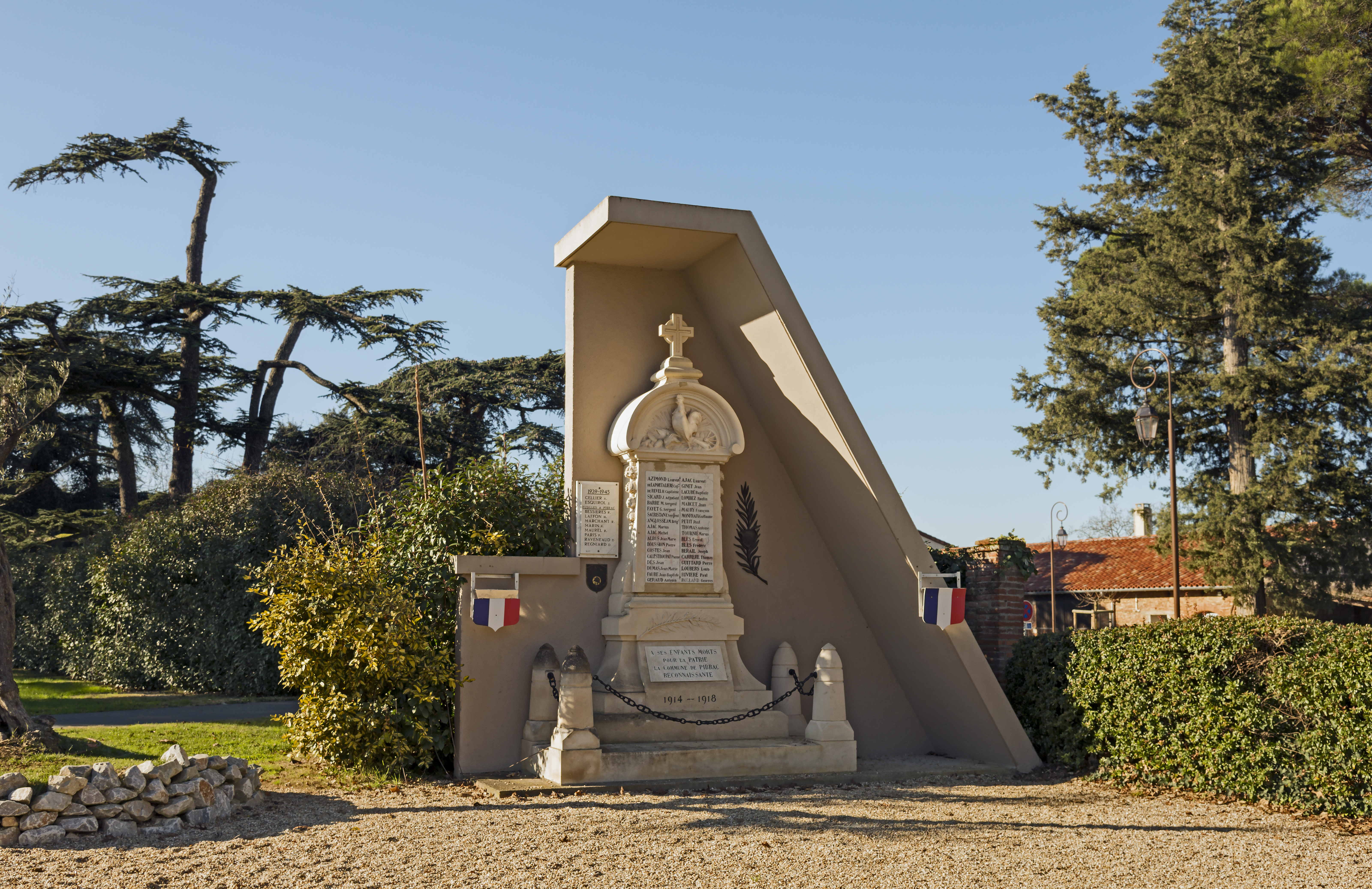
Monumento a los caídos
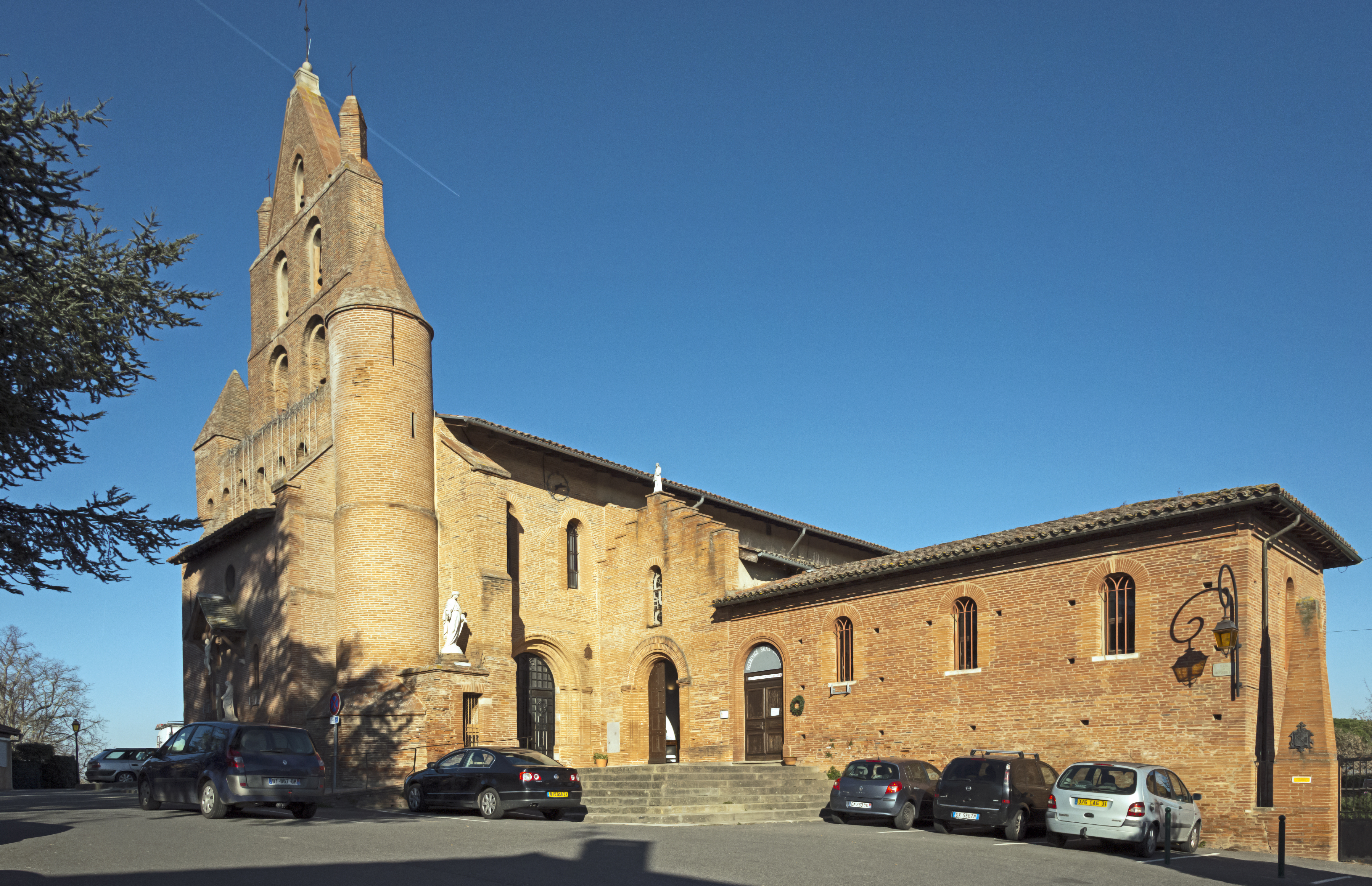
Iglesia de Santa Magdalena
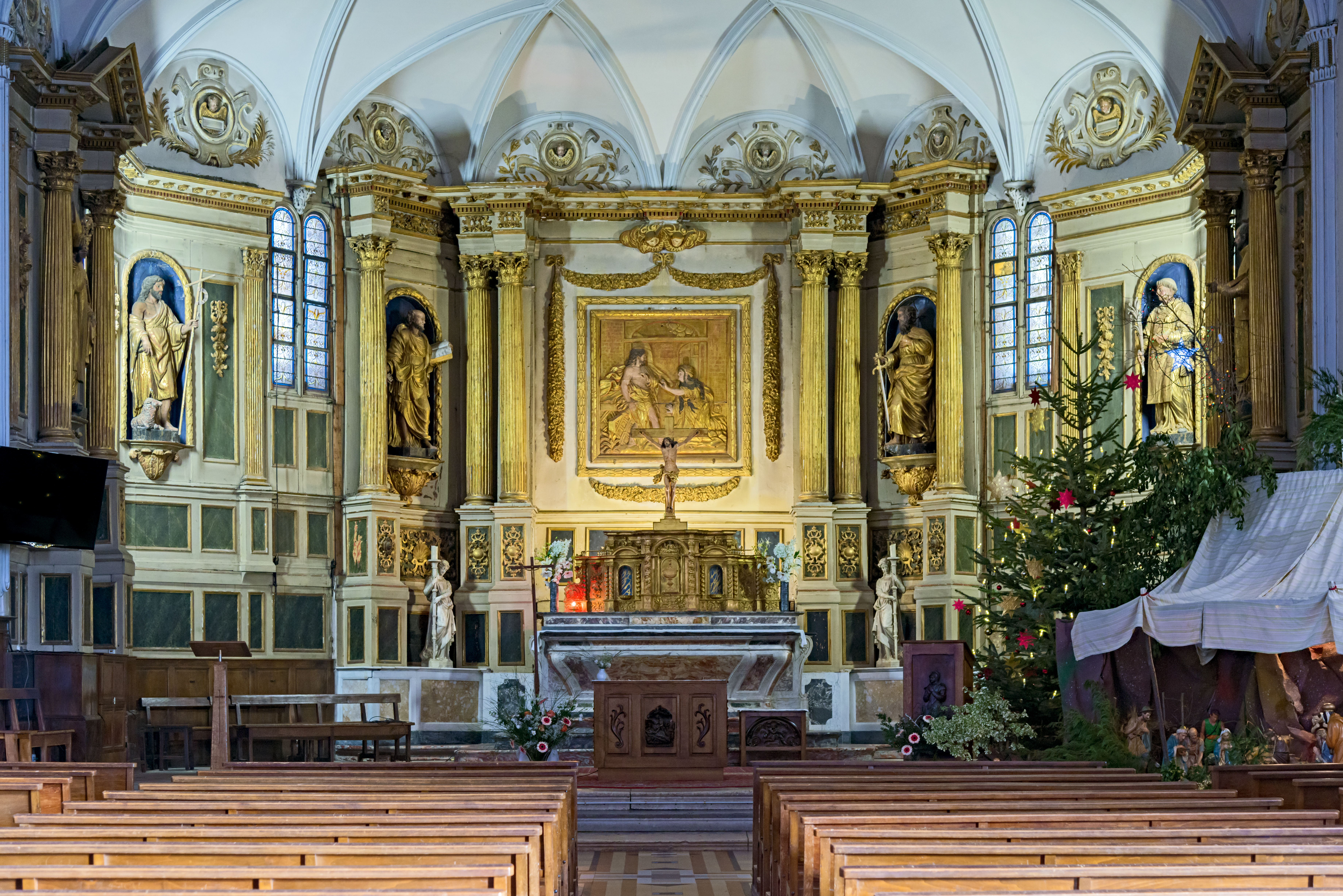
Interior de Santa Magdalena
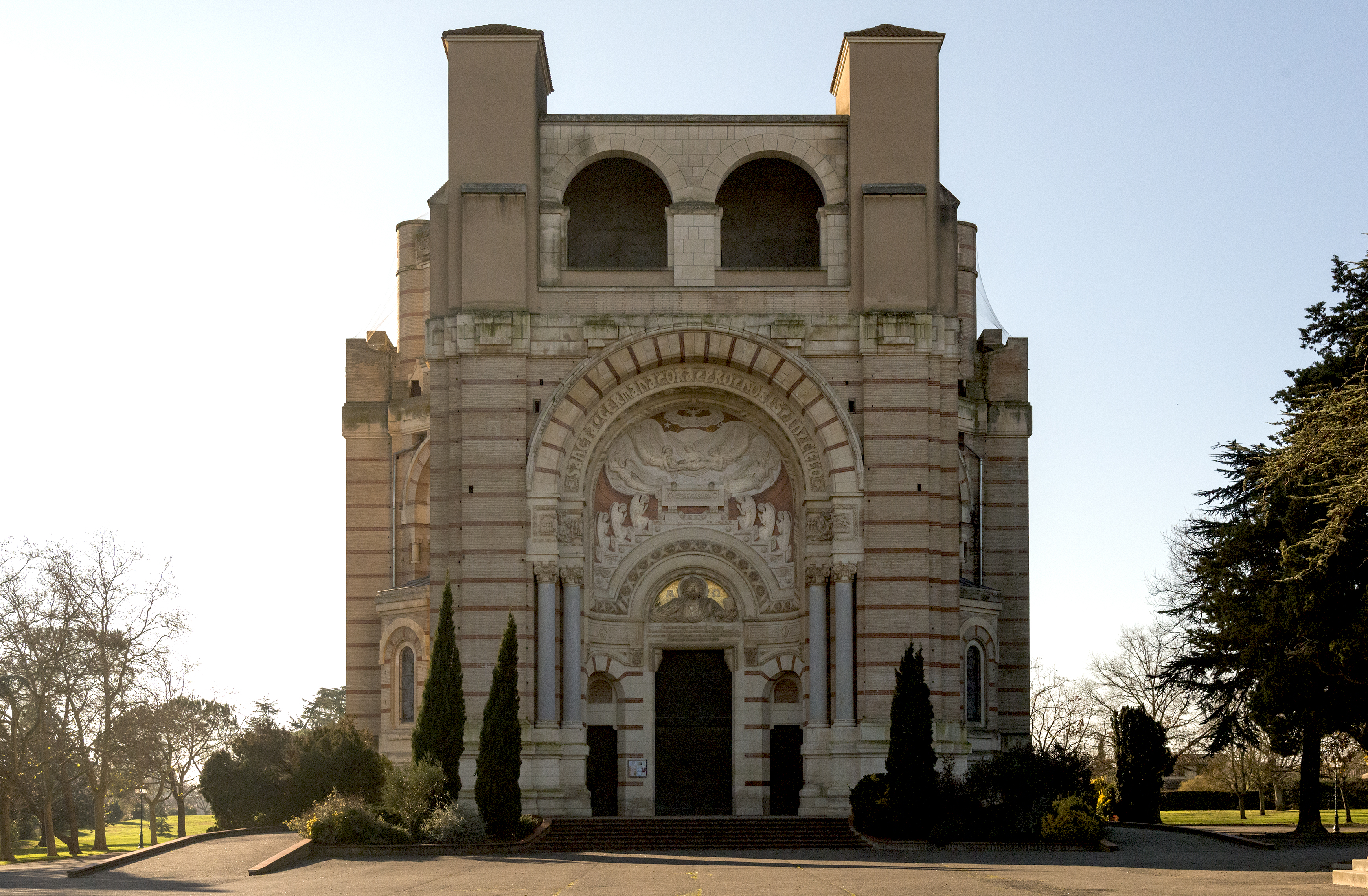
Basílica de Santa Germana
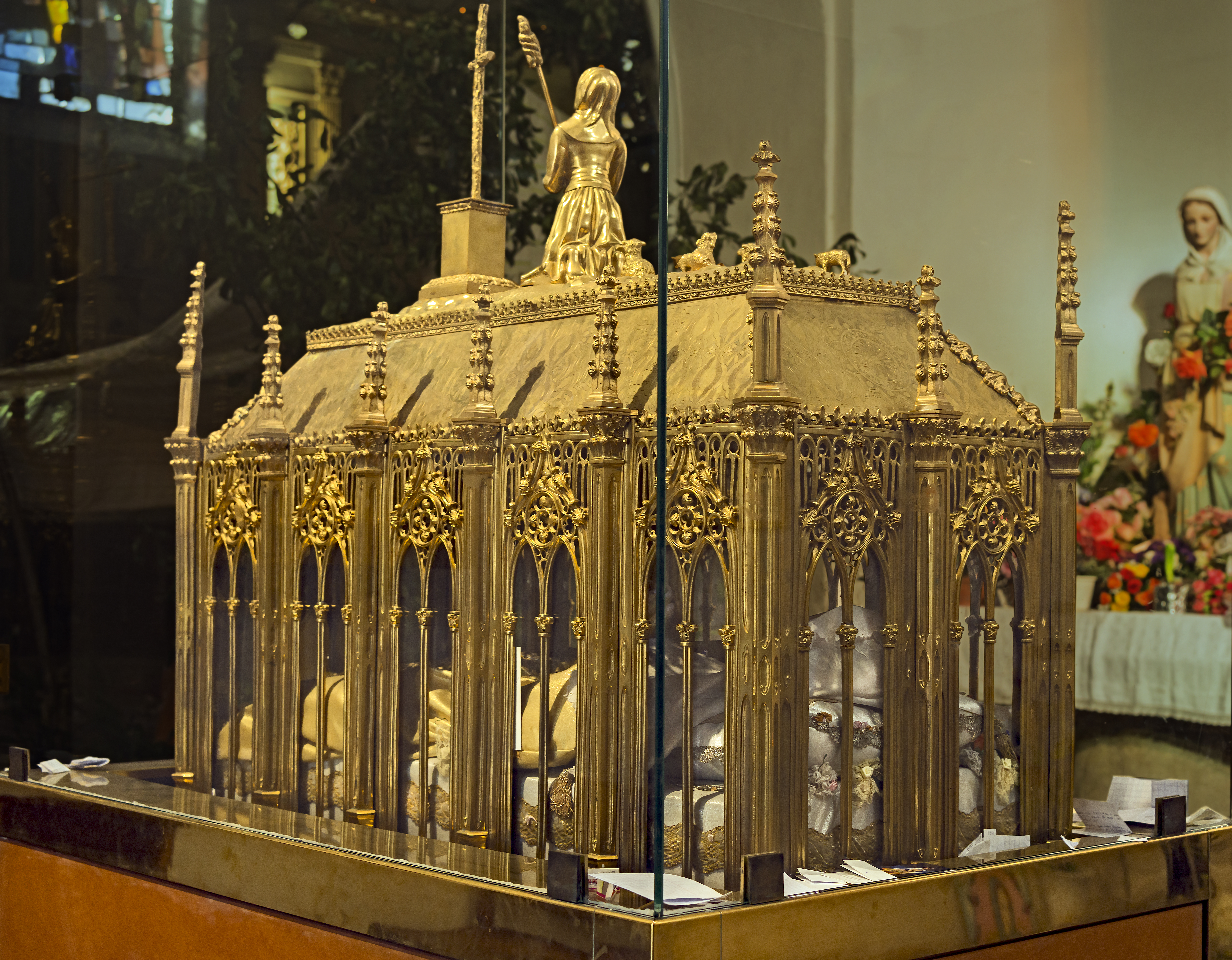
Relicario de St. Germaine
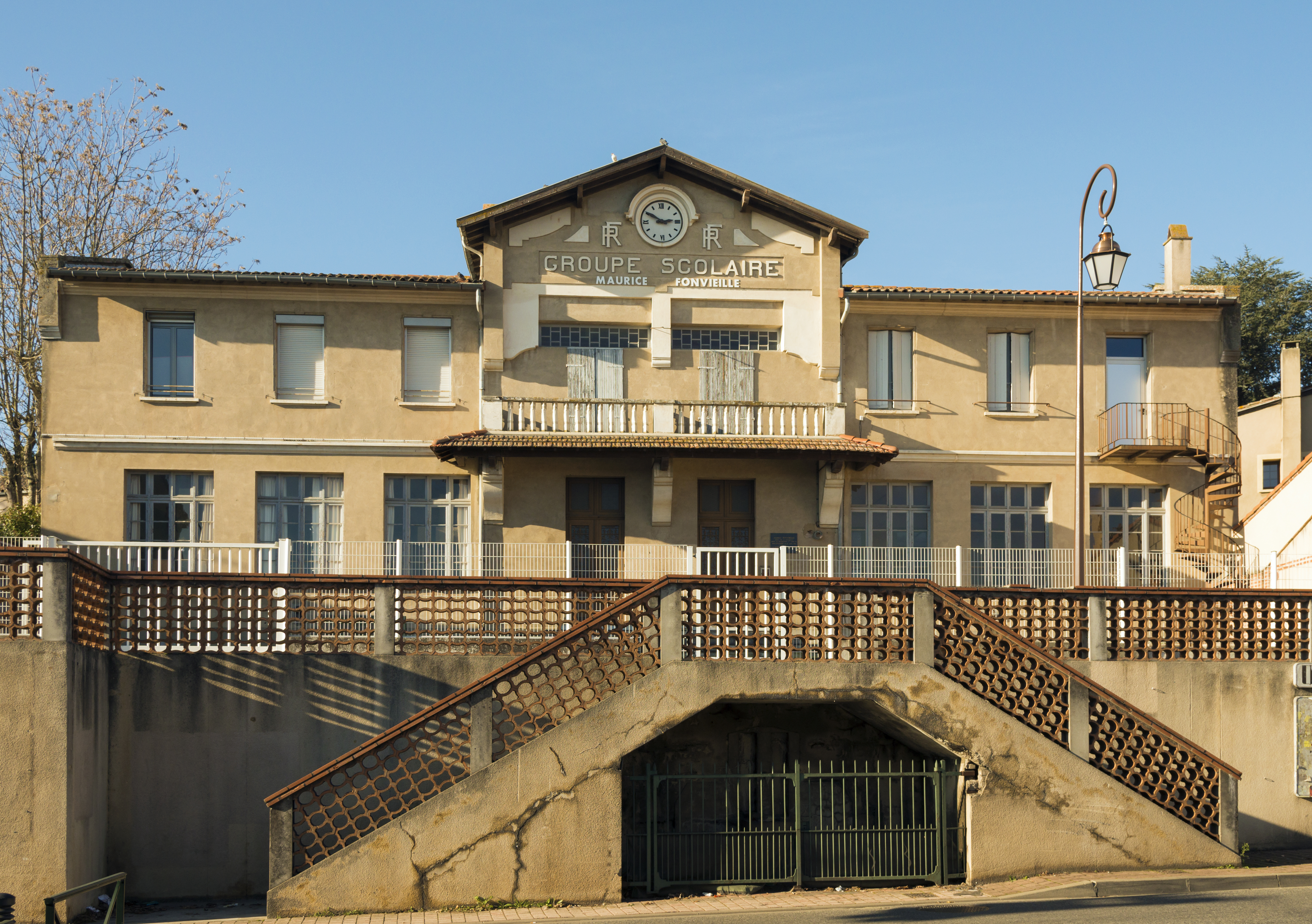
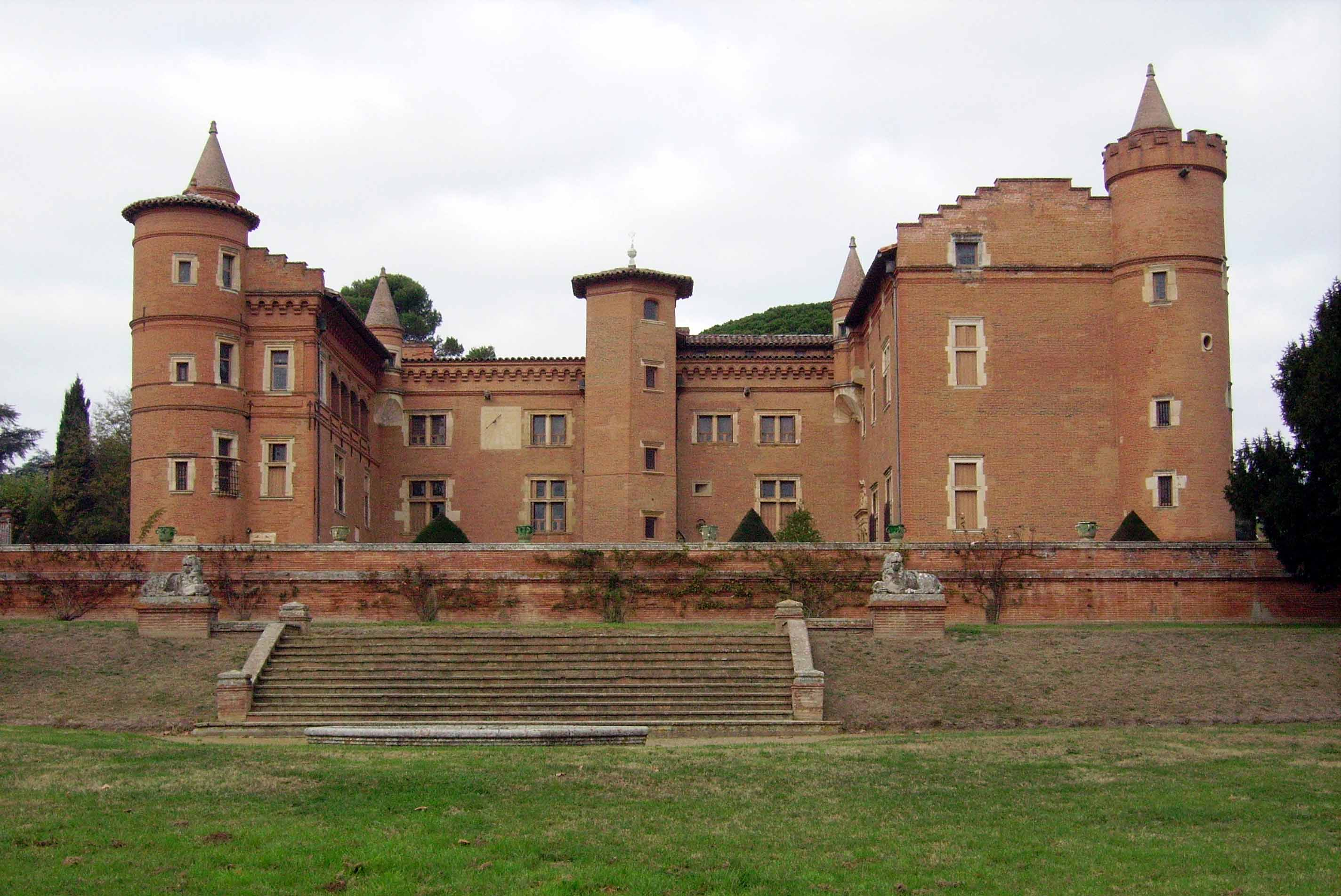
Château de Pibrac